# 후계자 (텔레비전 프로그램)
《후계자》는 2015년에 KBS2에서 방송된 트로트 오디션 프로그램이다. 트로트 후계자를 찾아서 3개월간 전국 방방곡곡을 직접 찾아다니며 선발한 대장정의 과정을, 2015년 7월 10일과 7월 17일, 2회에 걸쳐서 방송했다. 예선과 준결승을 거쳐 선발된 6명이 결승 무대에 올라 류원정이 최종 우승했다.

## 본선
청중평가단 97명과 시니어판정단 3명의 표를 합산해서 우승자를 선정했다.
| 이름   | 곡                          | 최불암 | 주현미 | 남진 | 결과   |
| ------ | --------------------------- | ------ | ------ | ---- | ------ |
| 박지혜 | 목포의 눈물 (이난영)        | X      | X      | O    |        |
| 김소희 | 화류춘몽 (이화자)           | X      | X      | O    |        |
| 최미정 | 봄날은 간다 (백설희)        | O      | X      | X    | 준우승 |
| 김초아 | 이별의 부산 정거장 (남인수) | O      | O      | X    |        |
| 김유미 | 다방의 푸른 꿈 (이난영)     | O      | X      | X    |        |
| 류원정 | 울어라 열풍아 (이미자)      | O      | O      | O    | 우승   |